# (29304) 1993 TF37
A (29304) 1993 TF37 a Naprendszer kisbolygóövében található aszteroida. Eric Walter Elst fedezte fel 1993. október 9-én.